# 横河原駅
横河原駅（よこがわらえき）は、愛媛県東温市横河原にある、伊予鉄道横河原線の駅で同線の終着駅である。駅番号はIY24。

## 歴史[2]
- 1899（明治32）年10月4日 - 開業。
- 1975（昭和50）年頃 - 側線を撤去。
- 2015（平成27）年
  - 7月：発車メロディが新曲「リズム」に変更[3]。
  - 11月 - 駅舎の新築工事が開始。築100年以上の駅舎は役目を終えた。
- 2016（平成28）年3月5日 - 新駅舎の供用を開始[4]。

## 駅構造
単式ホーム1面1線を有する地上駅。かつては機回し線、貨物線、機関車の格納庫などが存在した。電化後もしばらく側線は撤去されずにいたが、1975（昭和50）年頃に撤去された。

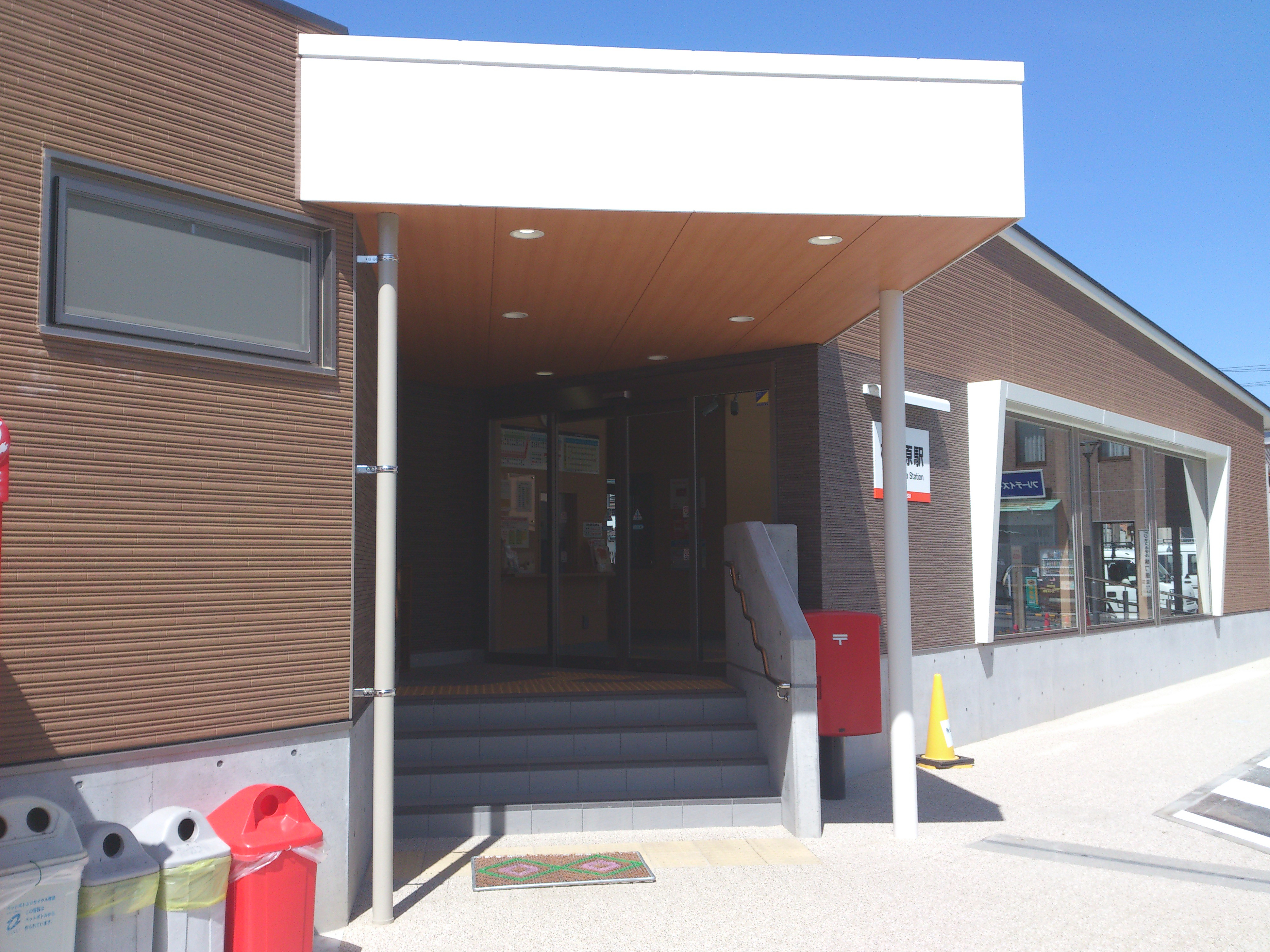
駅舎入口（2016年3月）
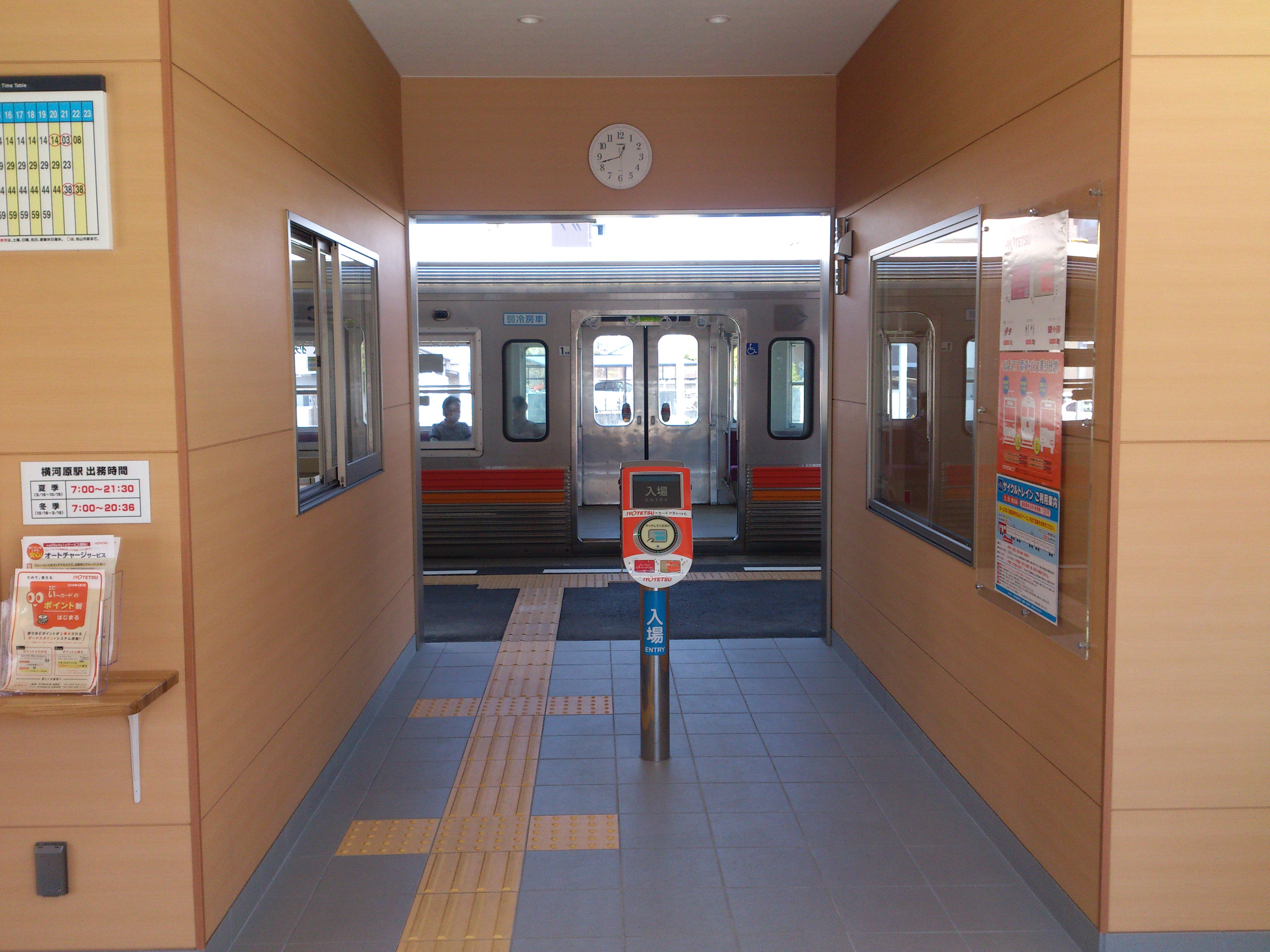
改札口（2016年3月）
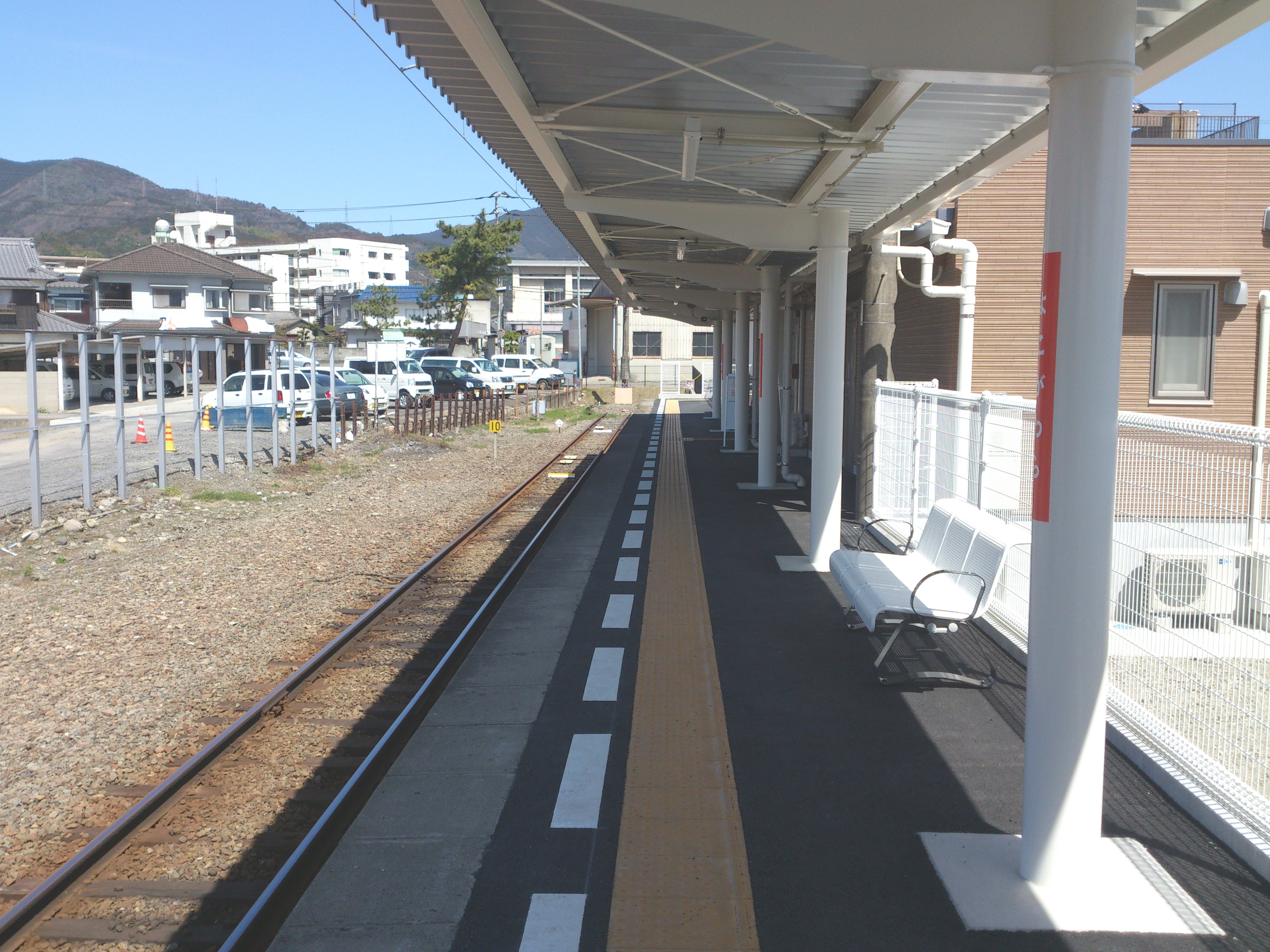
ホーム（2016年3月）
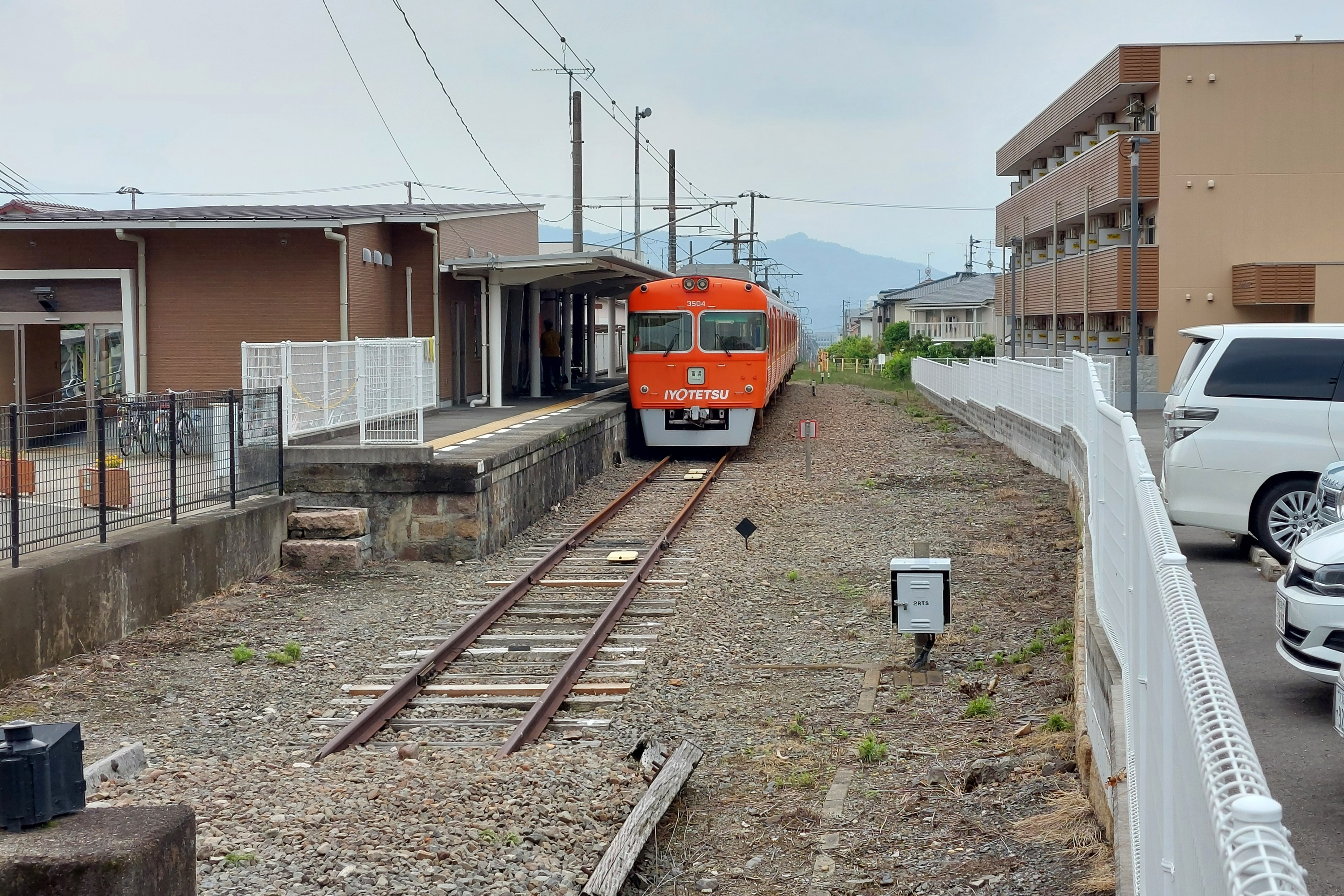
終端部（2024年5月）
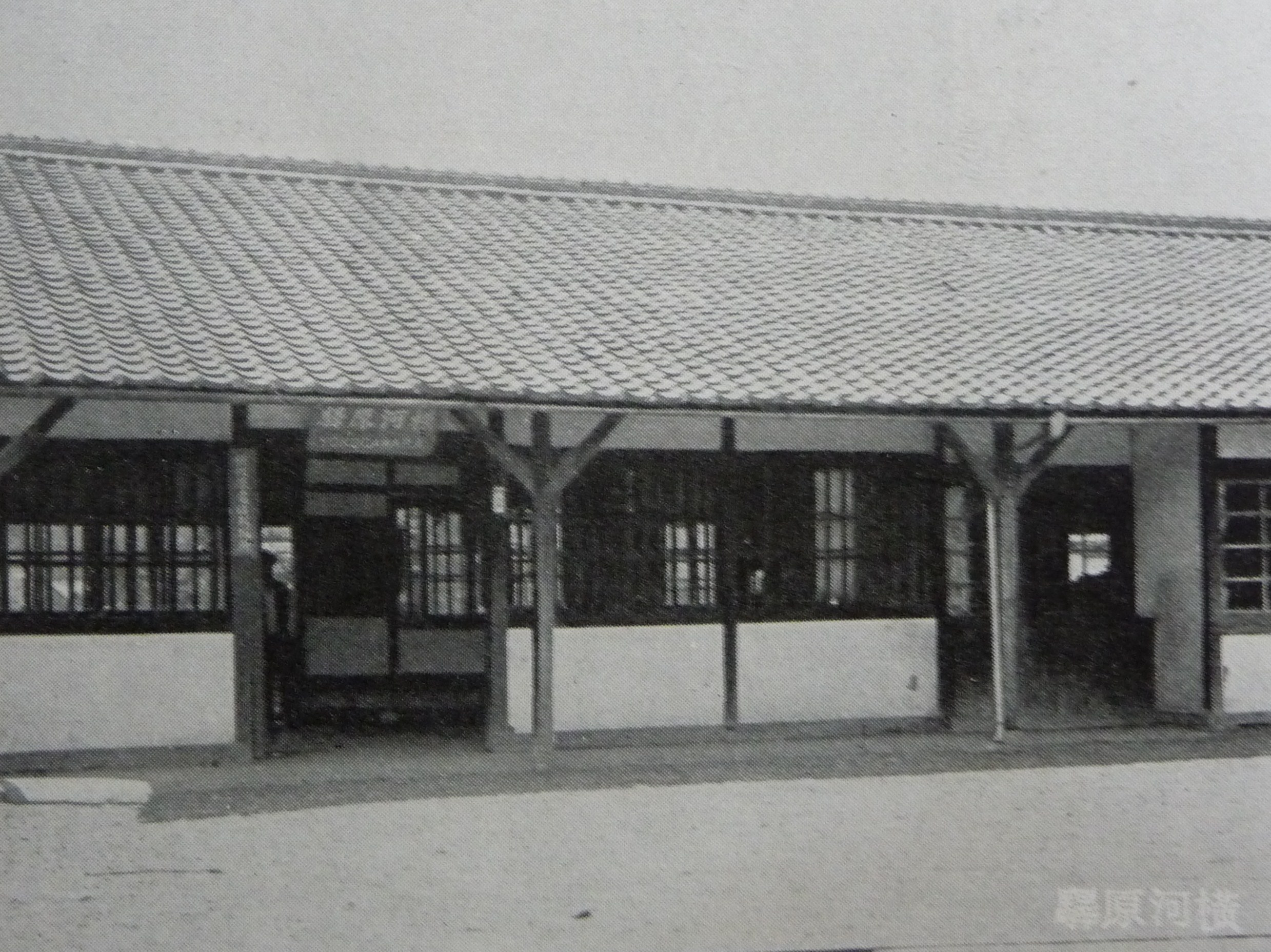
昭和初期の駅舎（1930年頃）
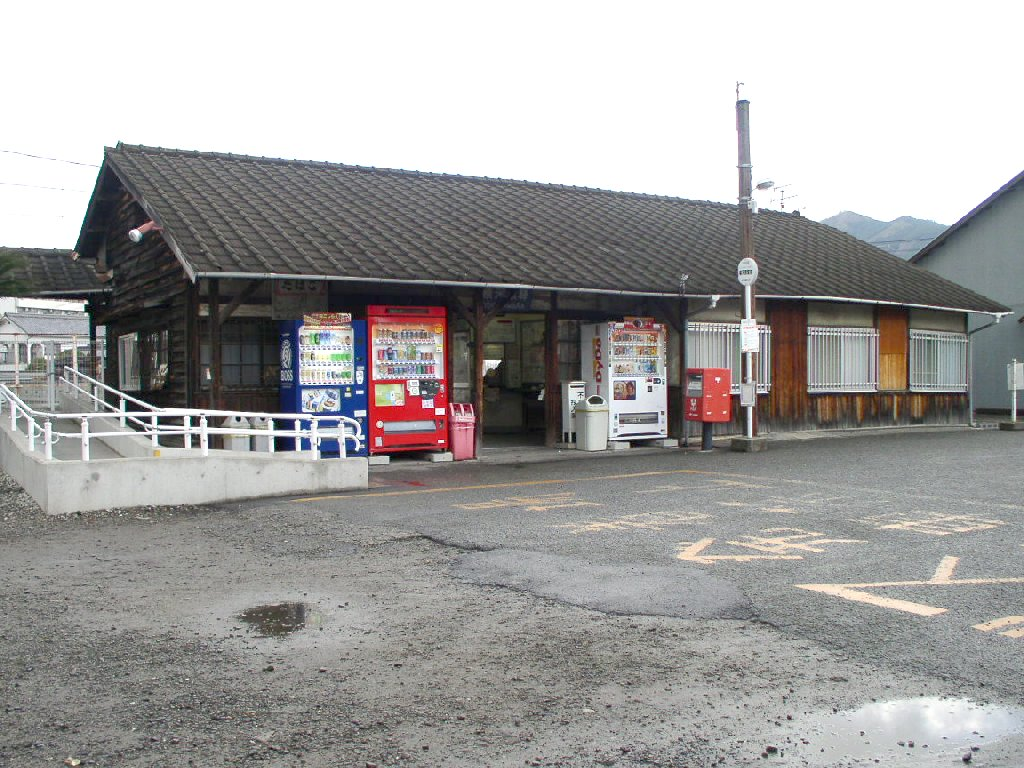
旧駅舎（2009年1月）

## 駅周辺
- 東温市消防本部・東温市消防署
- 東温市立北吉井小学校
- 東温市立双葉保育所
- いわがらこども館
- トナカイ福祉交流館・あい
- 横河原ぷらっとHOME
- 愛媛大学医学部
  - 愛媛大学医学部附属病院
- 水天宮 / 北吉井護国神社
- 重信川 - 河川敷では毎年8月末に観月祭が開催される。

## バス路線
当駅周辺では伊予鉄バスの以下の路線が発着している。
| バス停名   | 路線番号 | 路線名         | 経路 |
| 横河原駅前 | (22)     | 森松・横河原線 | 森松 - 南高井病院前 - ダイキ重信店前 - 四国がんセンター - 南吉井小学校前 - 東温市役所 - 利楽温泉・坊っちゃん劇場前 - 横河原駅前 - 横河原 - 愛大病院前 - 横河原- 荒木谷 - 藤之内 - 木地  |
| 横河原駅前 | (81)     | 井内線         | 横河原駅前 - 横河原 - 川内 - 川内保免 - 井内 - 井内北間 |
| 横河原駅前 | 川内管内 | 河之内線       | 東温市役所 - 横河原駅前 - 横河原 - 川内 - 則之内 - 河之内 - 清水橋 - 白猪滝口 |
| 横河原駅前 | 川内管内 | 松瀬川線       | 横河原駅前 - 横河原 - 川内 - 松瀬川 |
| 横河原駅前 | 川内管内 | 海上線         | 横河原駅前 - 横河原 - 川内 - 則之内 - 落出 - 滑川 - 海上 |
| 横河原     | (22)     | 森松・横河原線 | 森松 - 南高井病院前 - ダイキ重信店前 - 四国がんセンター - 南吉井小学校前 - 東温市役所 - 利楽温泉・坊っちゃん劇場前 - 横河原駅前 - 横河原 - 愛大病院前 - 横河原 - 荒木谷 - 藤之内 - 木地 |
| 横河原     | (76)     | 川内線         | 松山市駅 - 大街道 - 新立 - 久米 - 平井 - 愛大病院前 - 横河原 - 川内 - さくらの湯・川内グリーンタウン上                                                                                  |
| 横河原     | (77)     | 川内線         | 松山市駅 - 大街道 - 新立 - 久米 - 平井 - 横河原 - 川内・さくらの湯 |
| 横河原     | (80)     | 新居浜特急線   | JR松山駅前 - 松山市駅 - 大街道 - 新久米 - 四国がんセンター - 愛大病院前 - 横河原 - 川内 - 落出 - 湯谷口 - 小松総合支所前 - 西条駅前 - 新居浜駅前                                        |
| 横河原     | (81)     | 井内線         | 横河原駅前 - 横河原 - 川内 - 川内保免 - 井内 - 井内北間 |
| 横河原     | 川内管内 | 河之内線       | 東温市役所 - 横河原駅前 - 横河原 - 川内 - 則之内 - 河之内 - 清水橋 - 白猪滝口 |
| 横河原     | 川内管内 | 松瀬川線       | 横河原駅前 - 横河原 - 川内 - 松瀬川 |
| 横河原     | 川内管内 | 海上線         | 横河原駅前 - 横河原 - 川内 - 則之内 - 落出 - 滑川 - 海上 |

## 隣の駅
伊予鉄道
■横河原線
愛大医学部南口駅 (IY23) - 横河原駅 (IY24)